# Pomnik Festiwalu Polskich Filmów Fabularnych
Pomnik Festiwalu Polskich Filmów Fabularnych, nazývaný také Pomnik z okazji Festiwalu Polskich Filmów Fabularnych, se nachází v Parku Rady Europy ve čtvrti Śródmieście města Gdyně v Pomořském vojvodství v severním Polsku.

## Popis díla
Od roku 1974 v Gdaňsku a od roku 1986 v Gdyni, koná se Festival polských hraných filmů (Festiwal Polskich Filmów Fabularnych) s centrem v blízkém Hudebním divadle Danuty Baduszkowe. Památník byl postavem jako připomínka historie této významné události polské filmové tvorby.
Originální a zajímavý je vzhled památníku, který má tvar rozvinutého klasického filmového pásu používaného při natáčení, vyvolávání a promítání dřívějších filmů. Na jednotlivých snímcích filmového pásu jsou napsaná jména všech vítězů festivalu.
Autory kovového díla z roku 1999 jsou Andrzej Renes a Eugeniusz Lademan.

## Další informace
Poblíž, také v Parku Rady Europy, se nachází Pomnik Zesłańcom Sybiru věnovaný vyhnancům na Sibiř.

## Galerie

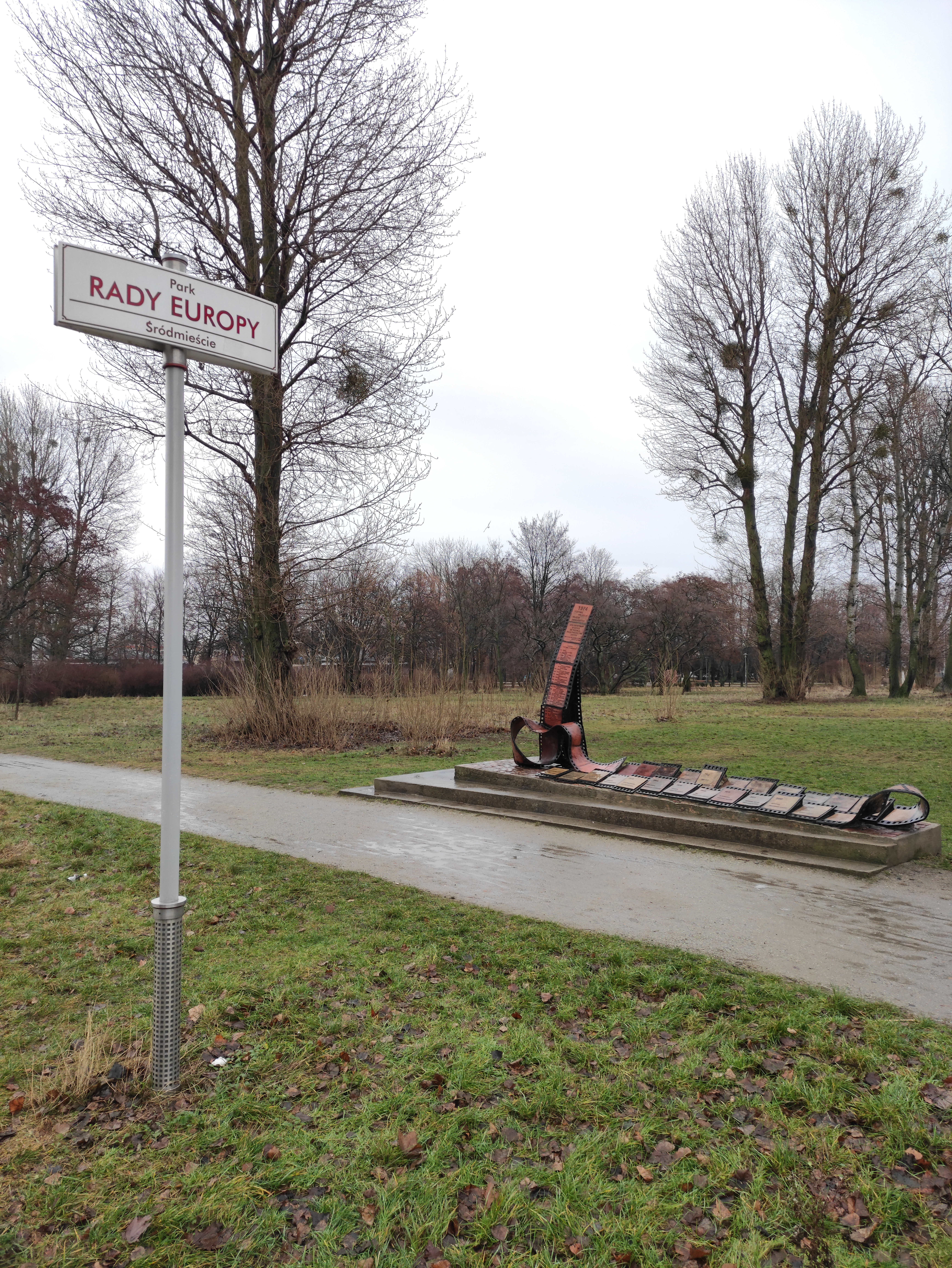
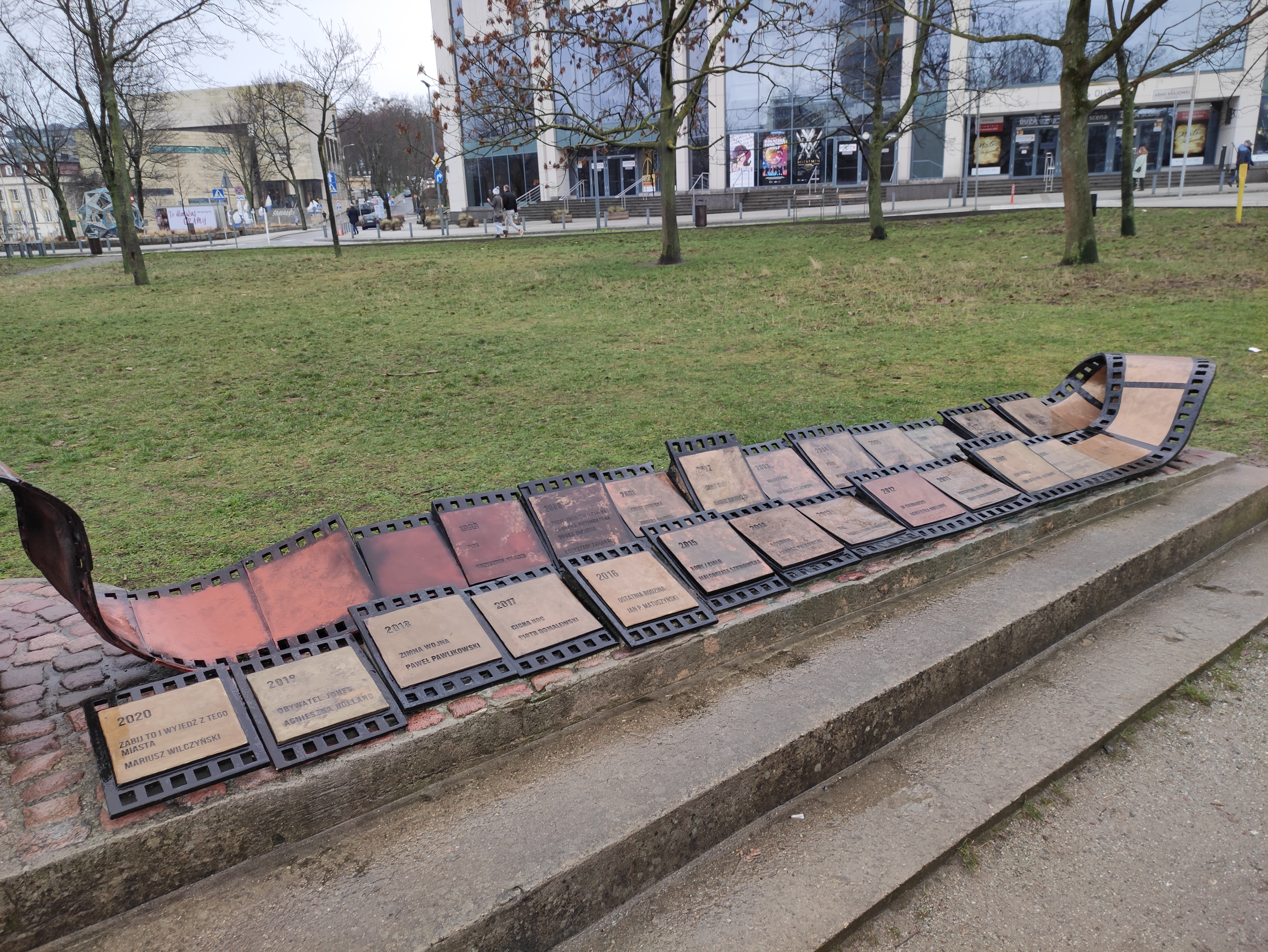